# Nephrotoma quadrifaria farsidica
Nephrotoma quadrifaria farsidica is een ondersoort van de tweevleugelige Nephrotoma quadrifaria uit de familie langpootmuggen (Tipulidae). De soort komt voor in Iran.